# ان‌جی‌سی ۱۵۳۲
ان‌جی‌سی ۱۵۳۲(به انگلیسی: NGC 1532) یک کهکشان مارپیچی میله‌ای در صورت فلکی جوی است.